# Cerisy-Buleux
Cerisy-Buleux là một xã ở tỉnh Somme, vùng Hauts-de-France, Pháp.

## Địa lý
Thị trấn này tọa lạc trên đường D190, khoảng 15 dặm Anh về phía tây nam của Abbeville.

## Dân số
| 1962                                                         | 1968 | 1975 | 1982 | 1990 | 1999 |
| ------------------------------------------------------------ | ---- | ---- | ---- | ---- | ---- |
| 336                                                          | 342  | 281  | 272  | 278  | 260  |
| Số liệu điều tra dân số từ năm 1962, dân số không tính trùng |      |      |      |      |      |